# Toyota Motorsport
 (janvier 2024).
Depuis son arrivée en sport automobile au début des années 1970, Toyota a été impliqué dans un certain nombre de disciplines, notamment en Formule 1, NASCAR, IndyCar, CART, course de voitures de sport, rallye-raid et Championnat du monde des rallyes. Actuellement, Toyota participe aux championnats Formule Régionale d'Océanie dont il est le motoriste (anciennement Toyota Racing Series), Super Formula, Formule 3, Formula Drift, NHRA, USAC, Super GT, NASCAR, WRC et WEC. Depuis 2015, toutes les activités de sport automobile du constructeur nippon sont gérées par sa branche sportive Toyota Gazoo Racing au travers de ses différentes divisions.
Les voitures participant aux compétitions européennes sont principalement construites par Toyota Gazoo Racing Europe GmbH, alors que celles participant aux compétitions japonaises, américaines et australiennes sont développées par Toyota Racing Development, deux filiales de l'entreprise japonaise.

## Historique
La première Toyota non officielle aperçue en compétition est une Crown au Round Australia Rally en 1957. Elle fait partie des rescapées du terrible périple de près de 17 000 km sur les pistes australiennes.

### Présence en championnat du monde des rallyes: 1973–1995 / 1998–2000 / depuis 2017
Elle participe au championnat du monde des rallyes dès 1972. Avec les Celica et Corolla , Toyota remporte les titres Pilotes en 1990 et 1992 avec Carlos Sainz, 1993 avec Juha Kankkunen et 1994 avec Didier Auriol, ainsi que les titres Constructeurs en 1993, 1994 et 1999. Convaincu de tricherie (brides à l'admission d'air du moteur non conformes), Toyota a été exclu en 1995.
Avec les Toyota Yaris WRC et Toyota GR Yaris Rally1, Toyota remporte de nouveau les titres Pilotes 2019 avec Ott Tänak, 2020 et 2021 avec Sébastien Ogier, puis en 2022 et 2023 avec Kalle Rovanperä, ainsi que les titres Constructeurs 2018, 2021, 2022 et 2023.

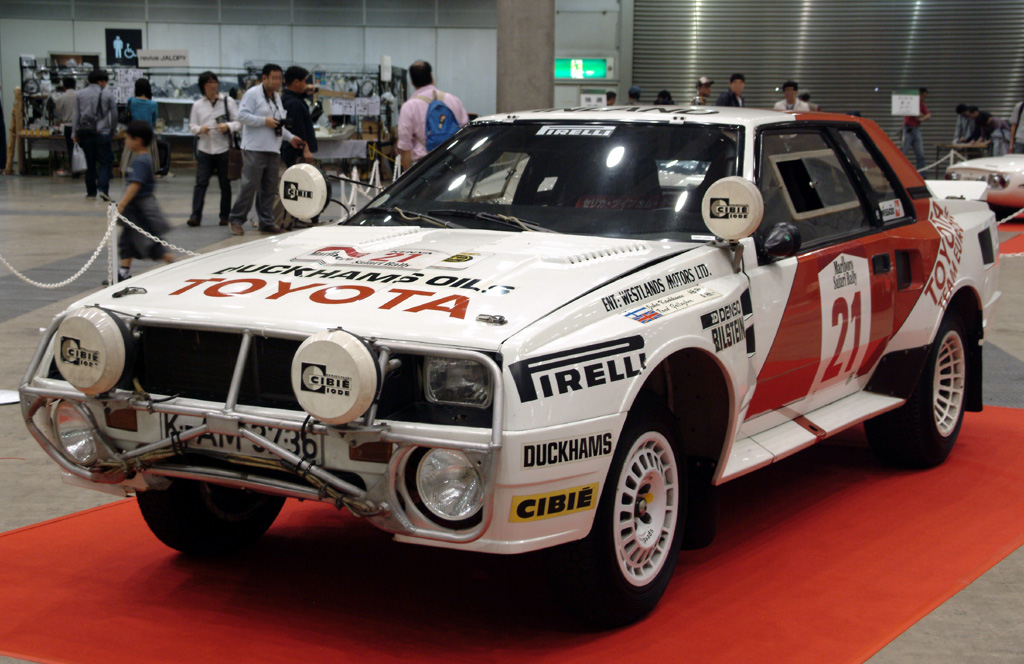
Toyota Celica 1984 Group B
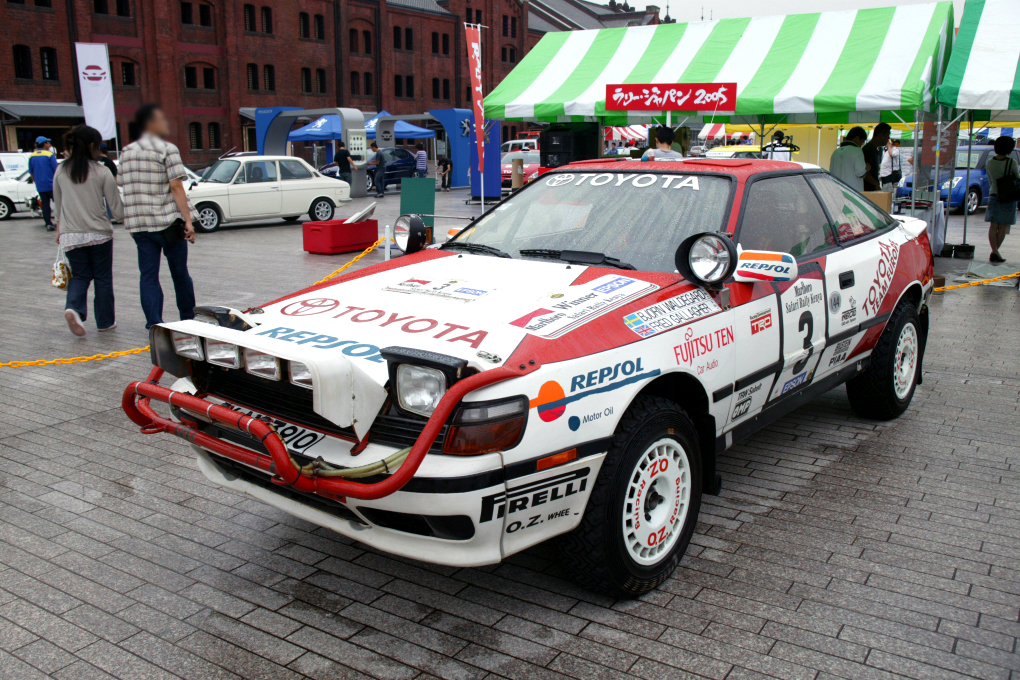
Toyota Celica ST165 Gr.A
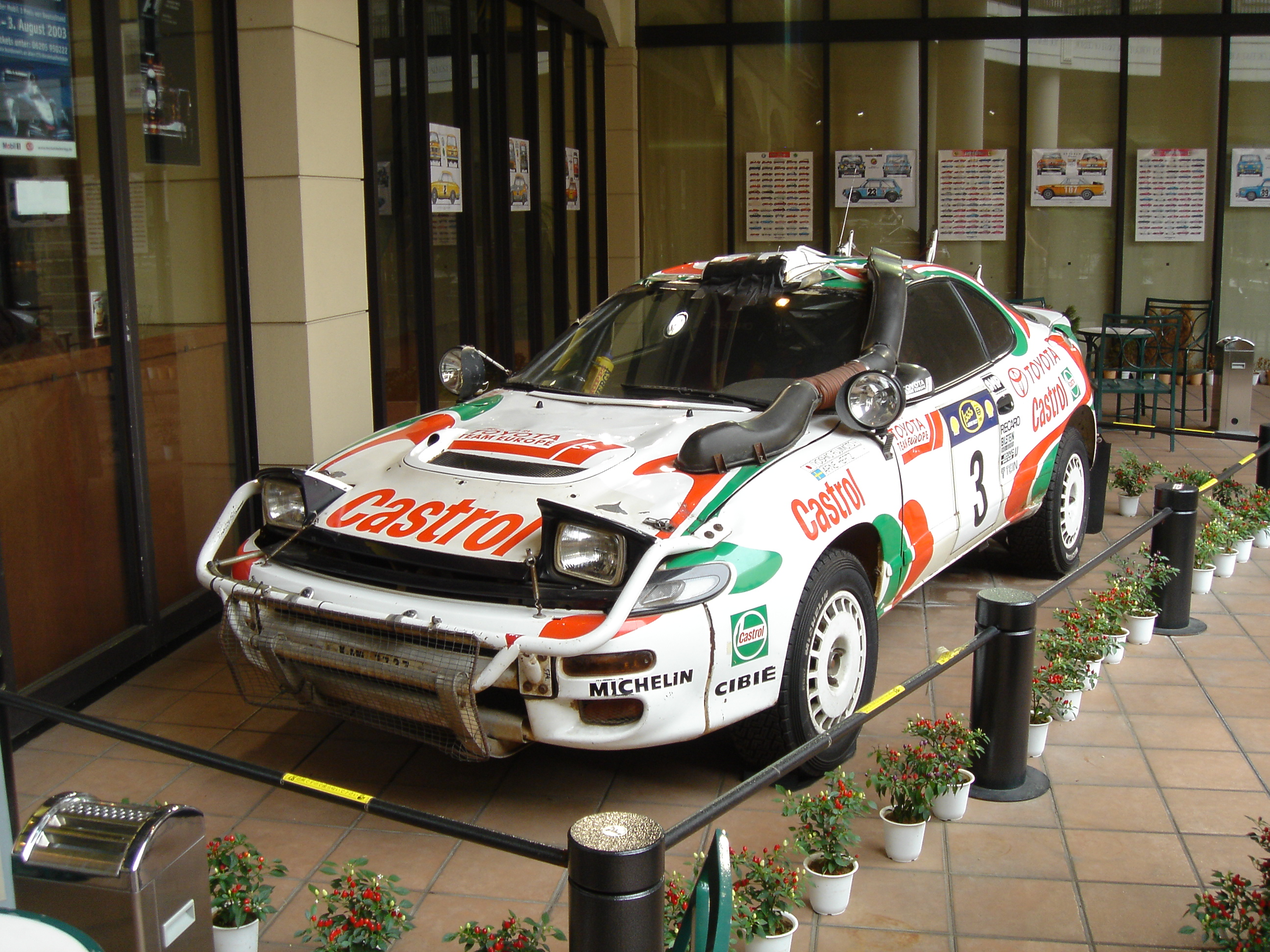
Toyota Celica Turbo 4WD (ST185)
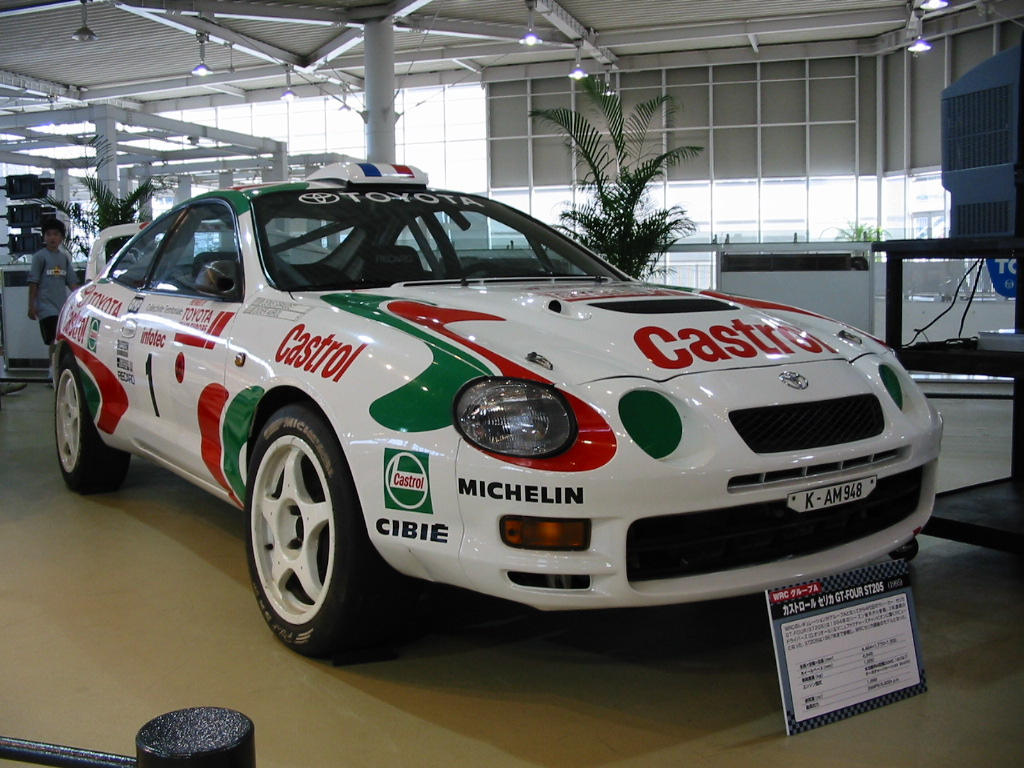
Toyota Celica GT-Four (ST205)
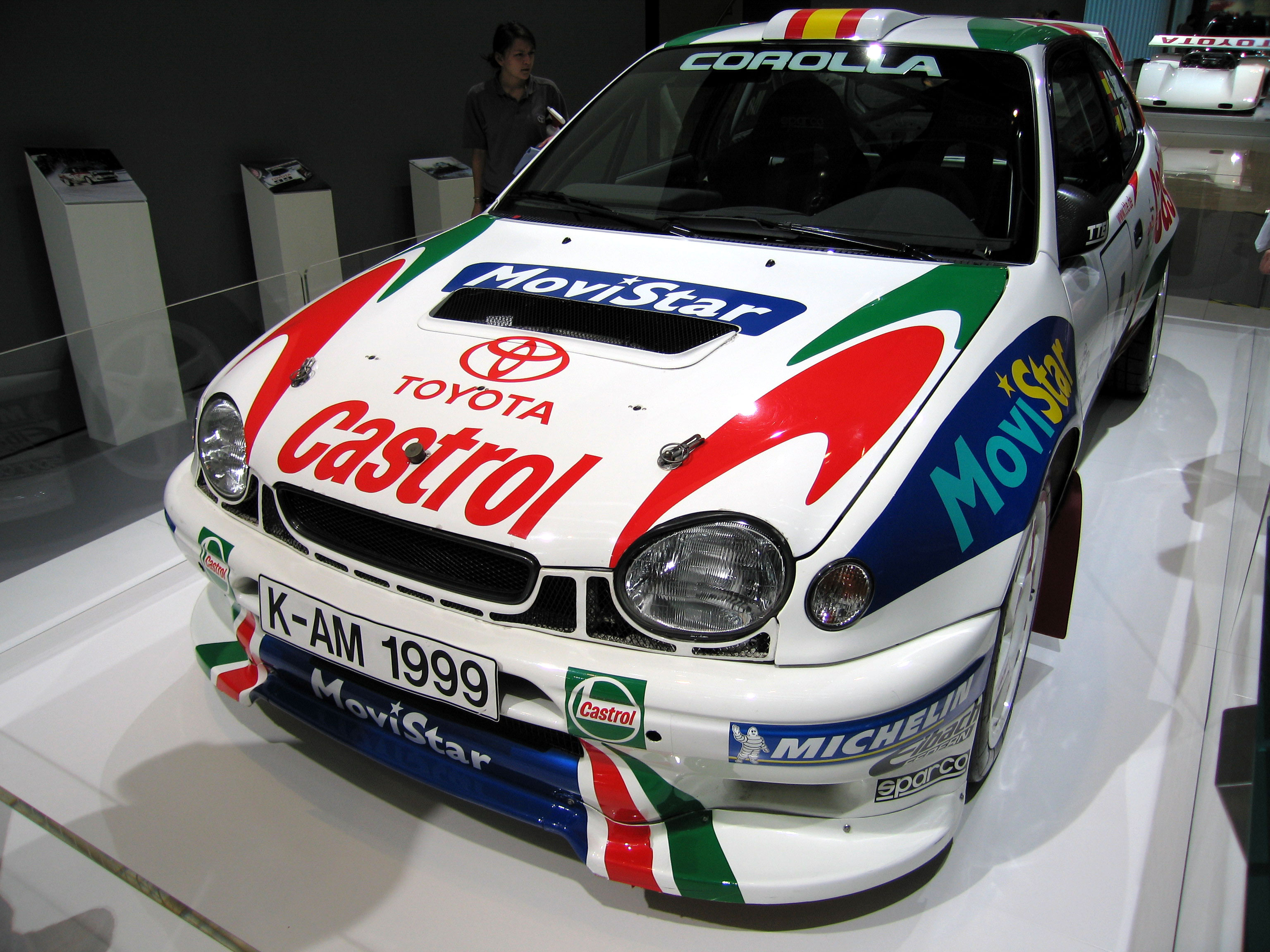
Toyota Corolla WRC
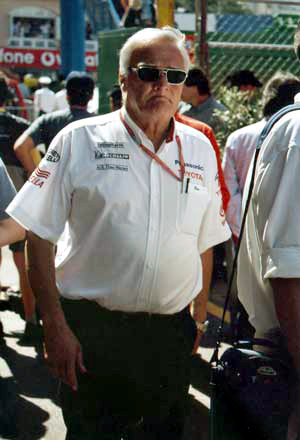
Ove Andersson
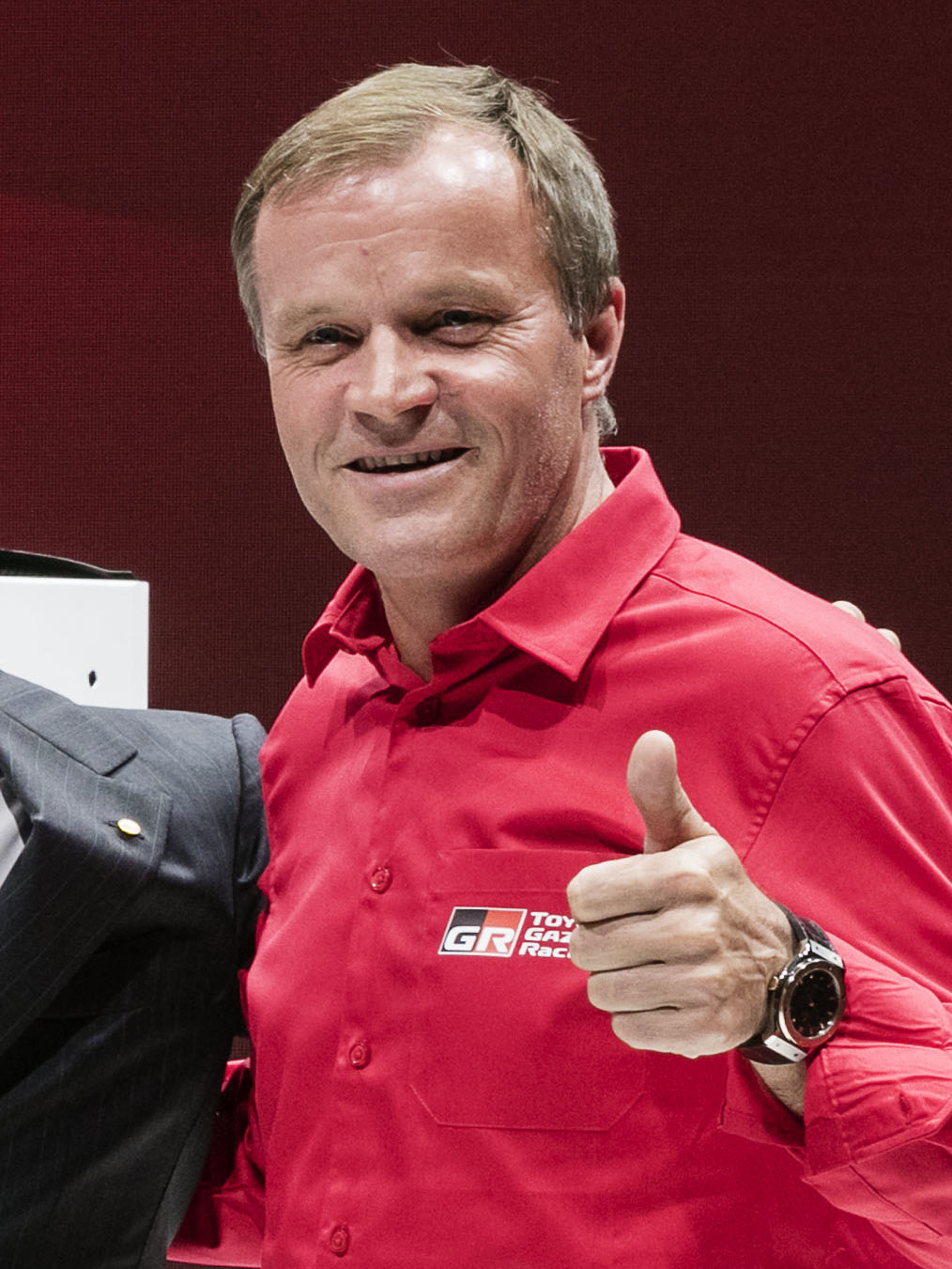
Tommi Mäkinen
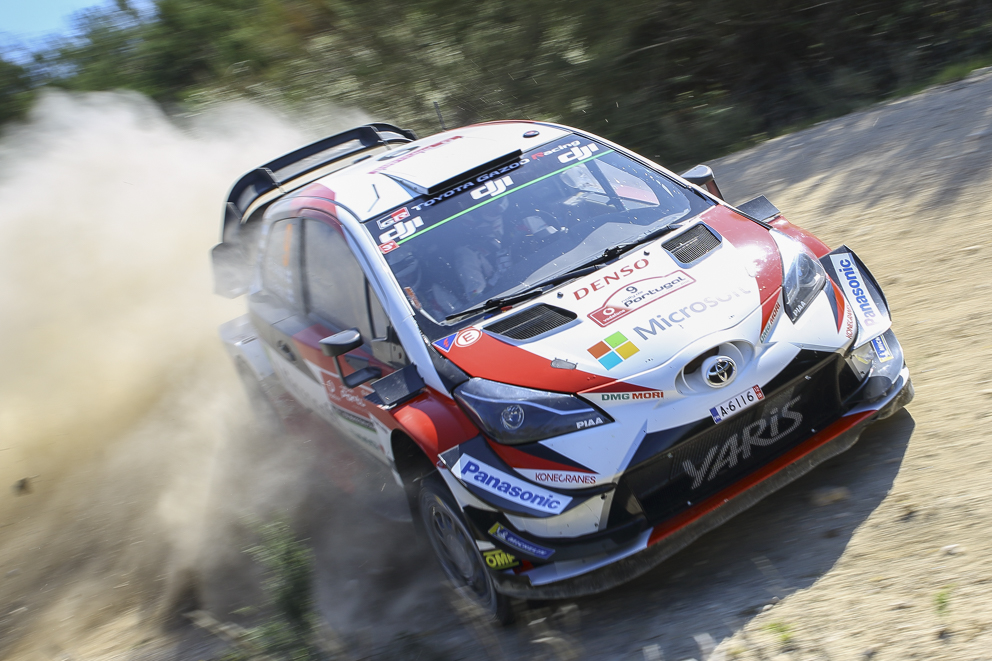
Toyota Yaris WRC
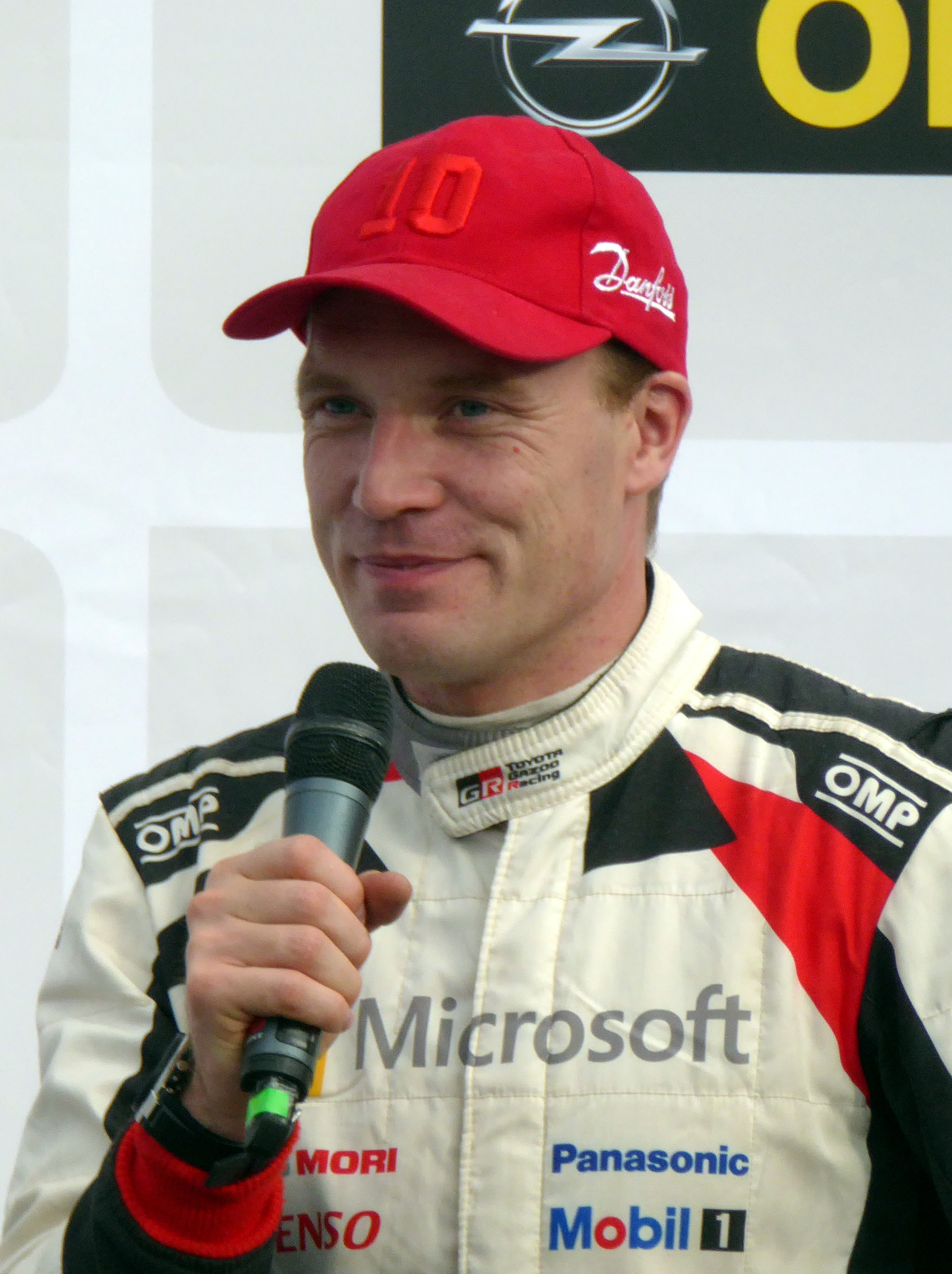
Jari-Matti Latvala
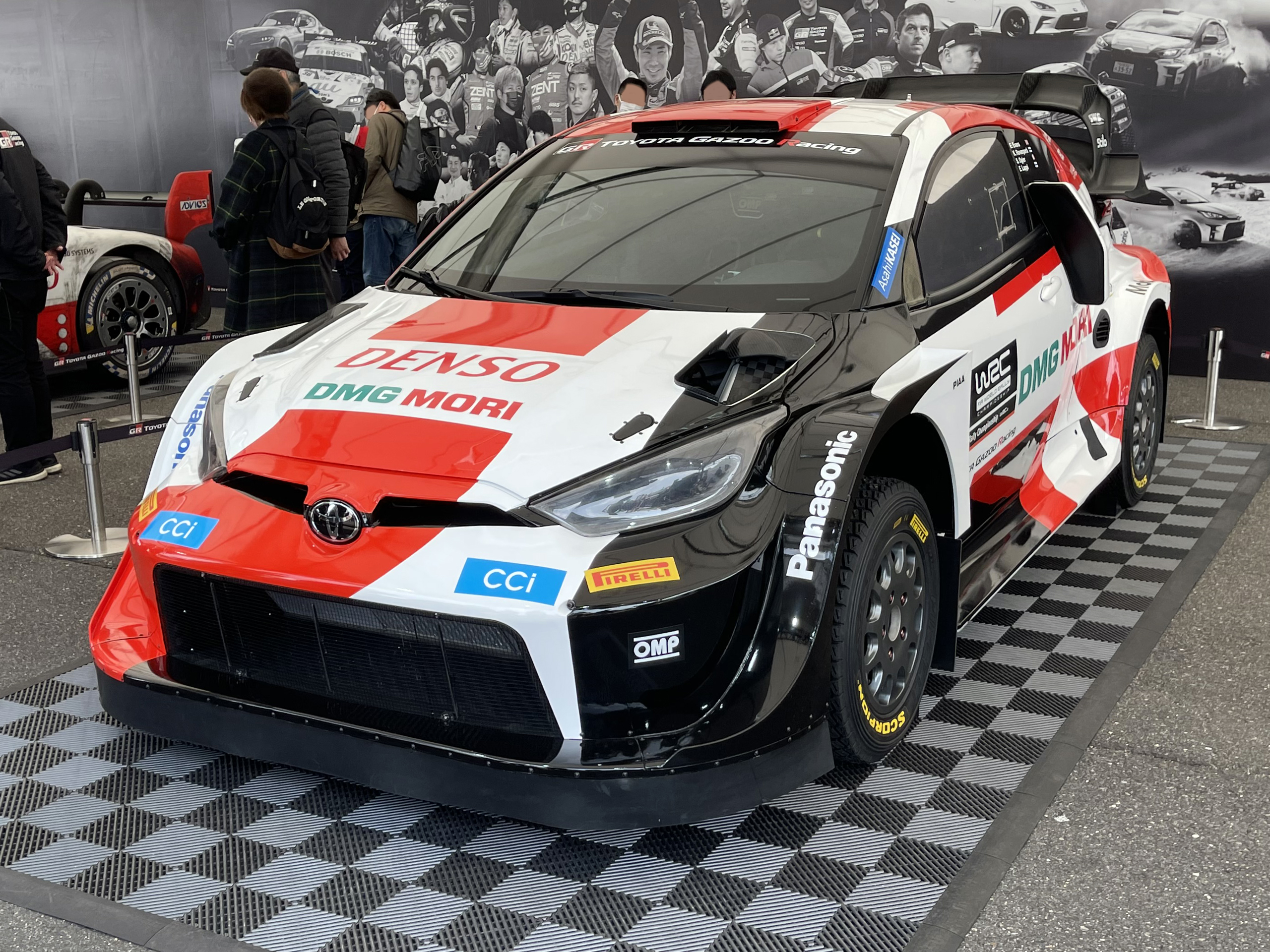
Toyota GR Yaris Rally1

### Présence en Endurance: 1985–1993 / 1998–1999 / depuis 2012

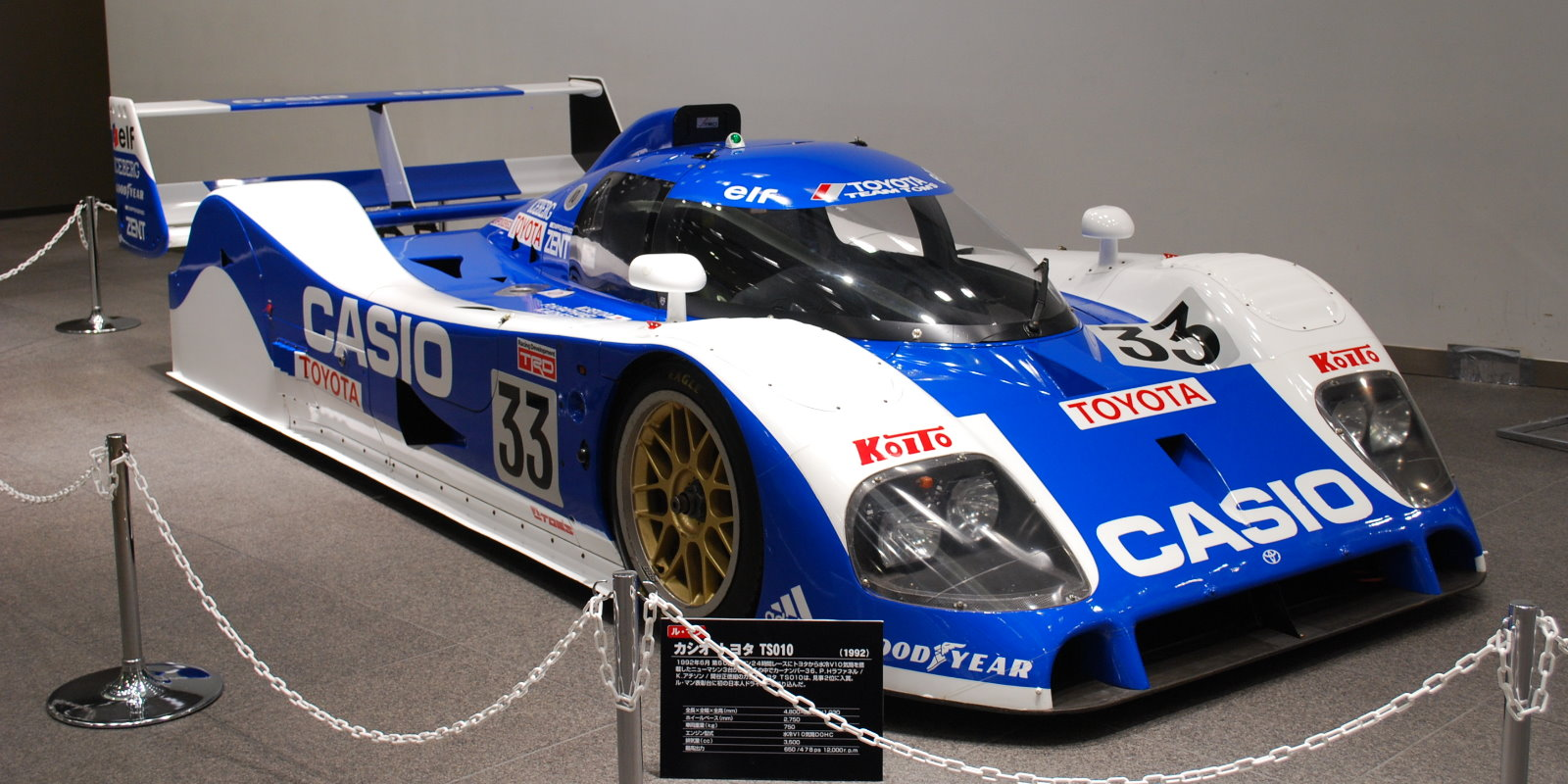
Toyota TS010.

Toyota débarque en endurance et au Mans en 1985 via Dome. Les 6 premières années sont calamiteuses pour la firme japonaise. En 1992, après le retrait de la plupart des grands constructeurs du Groupe C, Toyota s'offre un duel face à l'autre rescapé, Peugeot. Finissant 2e au Championnat du Monde des Voitures de Sports 1992 et terminant 2e au Mans en 1993 toujours derrière Peugeot. À la suite de la fin du Groupe C, Toyota se retire et se concentre sur le JGTC.

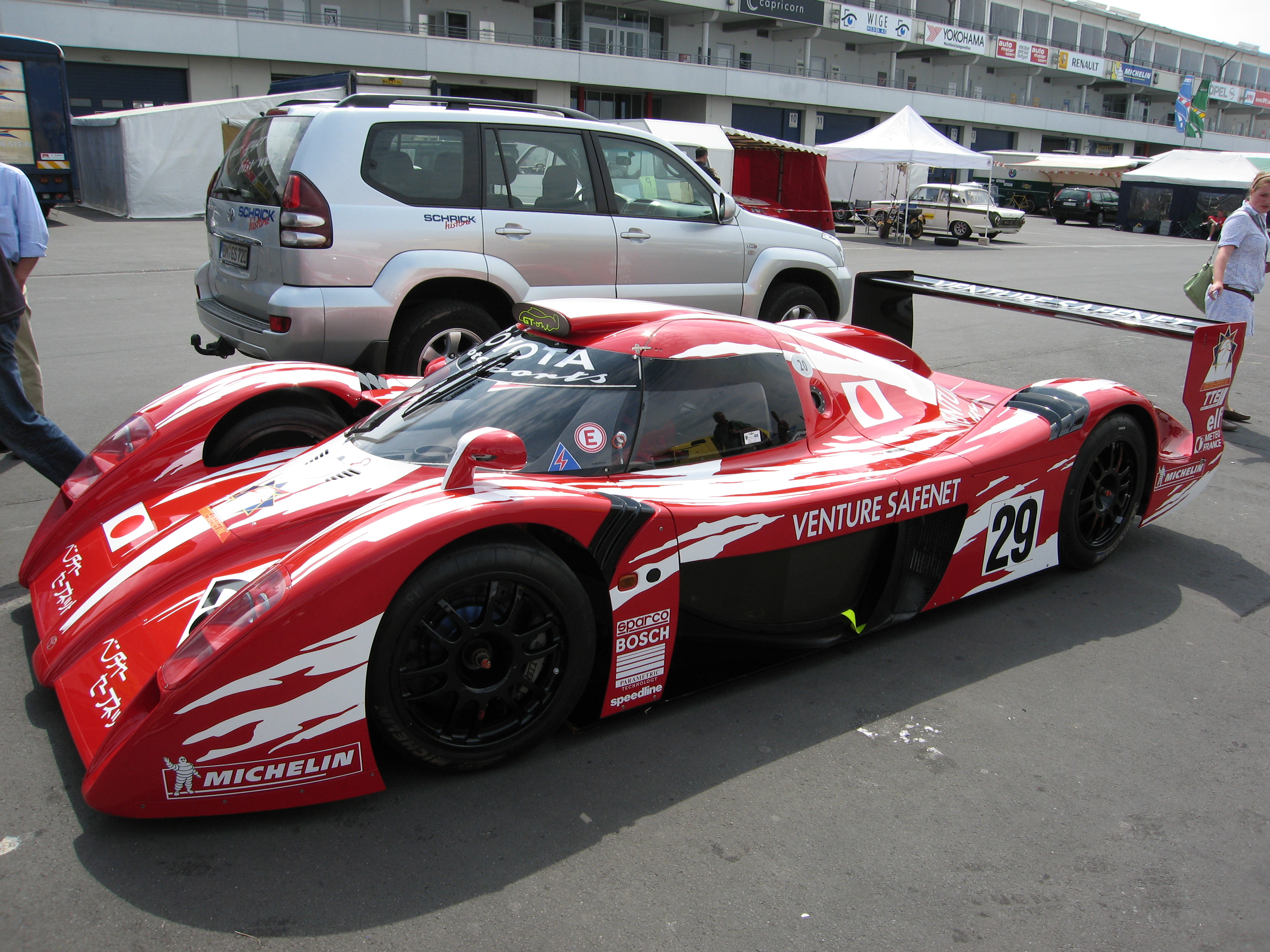
Toyota GT-One.

Avec la domination des voitures de catégorie GT1, Toyota s'engage uniquement pour les 24 heures du Mans 1998 avec la Toyota GT-One. Cette voiture se démarque par son design à part et par d'excellentes performances. Après un duel de haut niveau face aux Mercedes CLK-LM en début de course, des problèmes de fiabilités auront raisons de la marque nippone, et offre une 16e victoire à Porsche.
En 1999, après le retrait de Porsche et l'arrivée de Audi, Toyota s'affiche comme le grand favori de l'édition 1999. Après un nouveau duel en début de course face aux Mercedes CLR, les meilleurs Toyota aux avants postes connaîtront des ennuis mécaniques. Après le retrait des Mercedes, le duel se concentre entre la Toyota no 3, et les deux BMW V12 LMR nos 15 et 17. Après une remontée fantastique, et l'abandon de la BMW no 17, Toyota continue de se rapprocher de la BMW V12 LMR no 15. Mais une crevaison en fin de course va sceller le sort de la GT-One, qui termine sur la deuxième marche du podium.
Toyota participe aux 1 000 km de Fuji 1999, course qui a pour projet de lancer un championnat d'Endurance en Asie. Toyota retrouve Nissan et sa R391, et termine de nouveau à une 2e place.
En 2011, Toyota fait son grand retour en Endurance et se lance dans le nouveau Championnat du Monde d'Endurance face à Audi. Avec un système hybride obligatoire, Toyota avec sa Toyota TS030 Hybrid participe à sa première course aux 24 heures du Mans 2012, après une prestation de haut vol face à Audi, Toyota ne passe pas la nuit. Toyota termine 2e au WEC 2012. En 2013 et Toujours avec la TS030, Toyota termine 2e au Mans 2013 et décroche une nouvelle deuxième place au WEC.
En 2014, Toyota lance la Toyota TS040 Hybrid. Dominatrice face aux Audi R18 e-tron quattro et aux nouvelles Porsche 919 Hybrid, Toyota décroche le WEC 2014, son premier titre majeur depuis 1999. Au Mans, largement plus rapide que ses concurrentes, la Toyota no 7 en route vers une première victoire abandonne sur un problème électrique dans la nuit. Toyota poursuit la saison 2015 avec la TS040. Totalement dépassé face à Audi et Porsche, Toyota termine 3e du WEC 2015. Au Mans, Toyota accroche la 6e et 8e place.
Pour 2016, Toyota lance sa nouvelle voiture, la Toyota TS050 Hybrid. L'édition 2016 des 24 Heures du Mans s'achève sur une cruelle désillusion lorsque la voiture no 5, en tête avec 40 secondes d'avance sur la Porsche no 2, est victime d'un problème mécanique et doit s'arrêter sur la piste à l'amorce du dernier tour de la course. Toyota remporte enfin la classique mancelle en 2018, 2019 et 2020.
En 2021, Toyota lance la nouvelle GR010 Hybrid pour s'adapter au nouveau règlement Hypercar, qui remplace le LMP1. Le constructeur japonais signe un quatrième succès consécutif aux 24 Heures du Mans 2021, et remporte les titres pilote et constructeur du WEC en gagnant toutes les courses.

### En Formule 1: 2002–2009

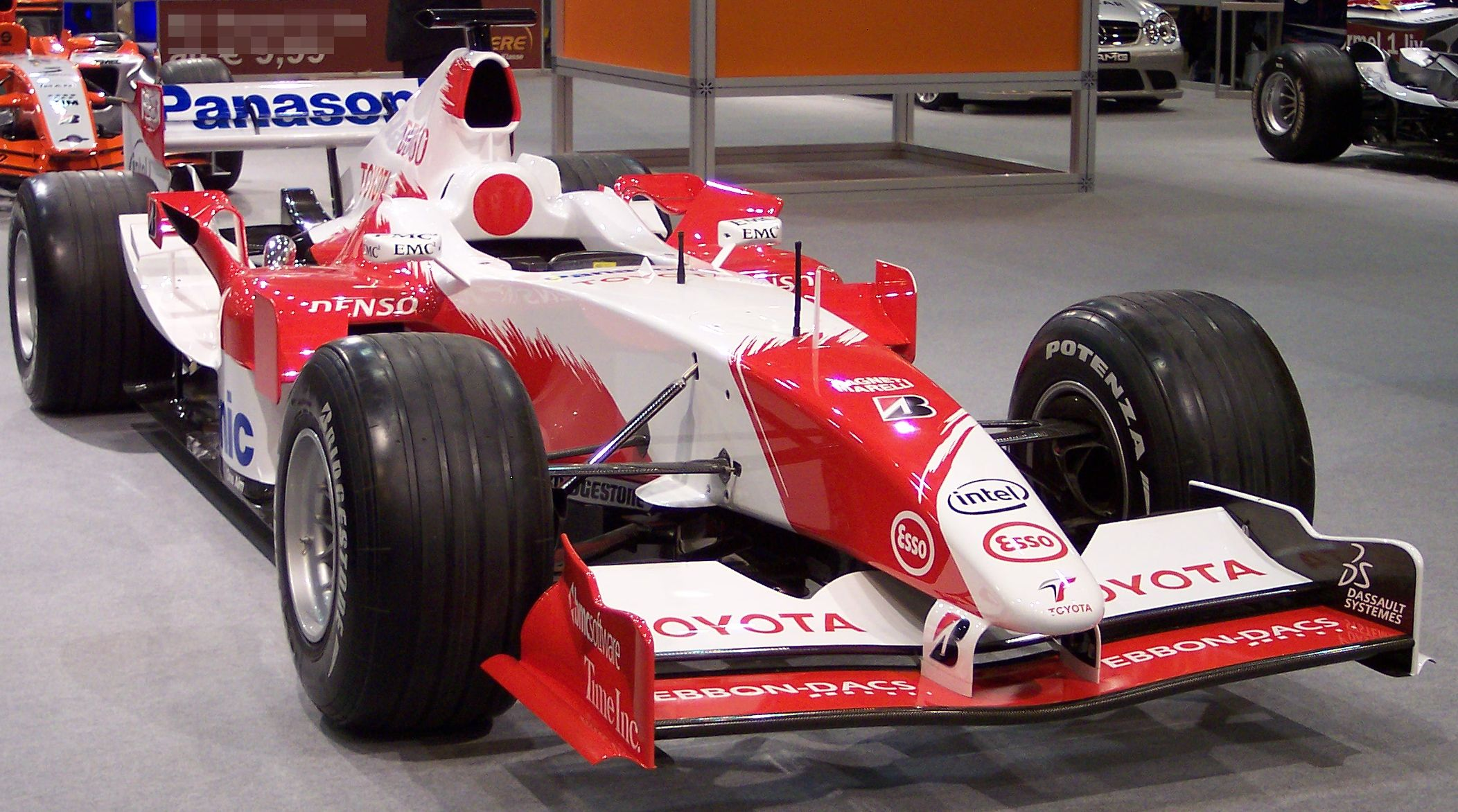
La Toyota TF106 utilisée en 2006.

Toyota fait ses débuts en Formule 1 à l'occasion de la saison 2002. Après huit saisons et 139 Grands Prix n'ayant rapporté que trois poles positions, trois meilleurs tours, treize podiums et une quatrième place comme meilleur classement chez les constructeurs (2005), Toyota quitte la Formule 1 à l'issue de la saison 2009, sans avoir pu remporter de Grand Prix.

## Organisation opérationnelle

### Départements
Toyota Motorsport regroupe plusieurs départements :
- Toyota Gazoo Racing Europe, nommée Toyota Team Europe (TTE) jusqu'en 1993, basée à Cologne en Allemagne, fondée par Ove Andersson et dirigée par Masato Hirai. Cette entreprise est principalement axée sur les activités en Europe, la participation de Toyota en Championnat du monde d'endurance FIA et en Championnat du monde des rallyes.
- Toyota Racing Development (TRD), créée en 1979, qui se divise en deux branches : TRD Japan et TRD USA.
- Toyota F1 Team, actif entre 2002 et 2009, également basé à Cologne, qui était l'ancien département spécialisé de Toyota Motorsport GmbH affecté à la Formule 1.

### Filière de détection de jeunes talents
Toyota Gazoo Racing a hérité de la structure de son prédécesseur, la Formula Toyota Racing School, et met en œuvre le programme TGR Driver Challenge qui vise à détecter et former des pilotes professionnels capables de participer à des courses nationales et internationales. Il offre aux pilotes promus de participer au Championnat FIA-F4. 
TGR organise également chaque année un événement pour sélectionner les pilotes qui participeront au TGR-Driver Challenge Racing School. Les pilotes sélectionnés pourront participer au Championnat du Japon de Formule 4 tout en bénéficiant d'un soutien et d'un encadrement en tant que « pilotes de développement ». Les conseils et l'expérience fournis ici serviront de base au développement des pilotes TGR qui se poursuivra jusqu'à la catégorie supérieure.  Après avoir obtenu le diplôme du TGR-DC RS, et en fonction des performances dans le Championnat FIA-F4, les pilotes peuvent accéder au Championnat All Japan Super Formula Lights en tant que « Pilote de développement TGR-DC ».

## Résultats en championnat du monde de Formule 1
| Saison | Écurie                  | Châssis                    | Moteur     | Pneus       | Pilotes                                                     | Grands Prix disputés | Points inscrits | Classement |
| ------ | ----------------------- | -------------------------- | ---------- | ----------- | ----------------------------------------------------------- | -------------------- | --------------- | ---------- |
| 2002   | Panasonic Toyota Racing | Toyota TF102               | Toyota V10 | Michelin    | Mika Salo Allan McNish                                      | 17                   | 2               | 9e         |
| 2003   | Panasonic Toyota Racing | Toyota TF103               | Toyota V10 | Michelin    | Olivier Panis Cristiano Da Matta                            | 16                   | 16              | 8e         |
| 2004   | Panasonic Toyota Racing | Toyota TF104 Toyota TF104B | Toyota V10 | Michelin    | Olivier Panis Cristiano Da Matta Ricardo Zonta Jarno Trulli | 18                   | 9               | 8e         |
| 2005   | Panasonic Toyota Racing | Toyota TF105 Toyota TF105B | Toyota V10 | Michelin    | Jarno Trulli Ralf Schumacher                                | 18                   | 88              | 4e         |
| 2006   | Panasonic Toyota Racing | Toyota TF106 Toyota TF106B | Toyota V8  | Bridgestone | Jarno Trulli Ralf Schumacher                                | 18                   | 35              | 6e         |
| 2007   | Panasonic Toyota Racing | Toyota TF107               | Toyota V8  | Bridgestone | Jarno Trulli Ralf Schumacher                                | 17                   | 13              | 6e         |
| 2008   | Panasonic Toyota Racing | Toyota TF108               | Toyota V8  | Bridgestone | Jarno Trulli Timo Glock                                     | 18                   | 56              | 5e         |
| 2009   | Panasonic Toyota Racing | Toyota TF109               | Toyota V8  | Bridgestone | Jarno Trulli Timo Glock Kamui Kobayashi                     | 17                   | 59,5            | 5e         |

## Résultats en championnat du monde d'endurance
| Saison    | Écurie              | Châssis             | Moteur           | Pneus    | Pilotes | Courses disputées | Points inscrits | Classement |
| --------- | ------------------- | ------------------- | ---------------- | -------- | --- | ----------------- | --------------- | ---------- |
| 1992      | Toyota Team Tom's   | Toyota TS010        | Toyota 3,5 L V10 | Goodyear | Geoff Lees Jan Lammers David Brabham                                                                           | 6                 | 74              | 2e         |
| 2012      | Toyota Racing       | Toyota TS030 Hybrid | Toyota 3,4 L V8  | Michelin | Nicolas Lapierre Kazuki Nakajima Alexander Wurz                                                                | 7                 | 96              | 2e         |
| 2013      | Toyota Racing       | Toyota TS030 Hybrid | Toyota 3,4 L V8  | Michelin | Nicolas Lapierre Kazuki Nakajima Alexander Wurz Anthony Davidson Sébastien Buemi Stéphane Sarrazin             | 8                 | 142.5           | 2e         |
| 2014      | Toyota Racing       | Toyota TS040 Hybrid | Toyota 3,7 L V8  | Michelin | Nicolas Lapierre Kazuki Nakajima Alexander Wurz Anthony Davidson Sébastien Buemi Stéphane Sarrazin Mike Conway | 8                 | 289             | Champion   |
| 2015      | Toyota Racing       | Toyota TS040 Hybrid | Toyota 3,7 L V8  | Michelin | Kazuki Nakajima Alexander Wurz Anthony Davidson Sébastien Buemi Stéphane Sarrazin Mike Conway                  | 8                 | 164             | 3e         |
| 2016      | Toyota Gazoo Racing | Toyota TS050 Hybrid | Toyota 2,4 L V6  | Michelin | Kamui Kobayashi Kazuki Nakajima Anthony Davidson Sébastien Buemi Stéphane Sarrazin Mike Conway                 | 9                 | 229             | 3e         |
| 2017      | Toyota Gazoo Racing | Toyota TS050 Hybrid | Toyota 2,4 L V6  | Michelin | Mike Conway Kamui Kobayashi José María López Sébastien Buemi Anthony Davidson Kazuki Nakajima                  | 9                 | 286.5           | 2e         |
| 2018–2019 | Toyota Gazoo Racing | Toyota TS050 Hybrid | Toyota 2,4 L V6  | Michelin | Mike Conway Kamui Kobayashi José María López Sébastien Buemi Kazuki Nakajima Fernando Alonso                   | 8                 | 216             | Champion   |
| 2019–2020 | Toyota Gazoo Racing | Toyota TS050 Hybrid | Toyota 2,4 L V6  | Michelin | Mike Conway Kamui Kobayashi José María López Sébastien Buemi Kazuki Nakajima Brendon Hartley                   | 8                 | 202             | Champion   |
| 2021      | Toyota Gazoo Racing | Toyota GR010 Hybrid | Toyota 2,4 L V6  | Michelin | Mike Conway Kamui Kobayashi José María López Sébastien Buemi Kazuki Nakajima Brendon Hartley                   | 6                 | 206             | Champion   |
| 2022      | Toyota Gazoo Racing | Toyota GR010 Hybrid | Toyota 2,4 L V6  | Michelin | Mike Conway Kamui Kobayashi José María López Sébastien Buemi Brendon Hartley Ryō Hirakawa                      | 6                 | 186             | Champion   |
| 2023      | Toyota Gazoo Racing | Toyota GR010 Hybrid | Toyota 2,4 L V6  | Michelin | Mike Conway Kamui Kobayashi José María López Sébastien Buemi Brendon Hartley Ryō Hirakawa                      | 7                 | 217             | Champion   |